# Río Grande de Santiago
Pour les articles homonymes, voir Santiago (homonymie).
Le Río Grande de Santiago est un fleuve de l'ouest du Mexique, qui a son embouchure dans l'Océan Pacifique.

## Géographie
Le Río Grande de Santiago  d'une longueur de 828 km constitue le cours inférieur du río Lerma, la dénomination du fleuve changeant au niveau du lac de Chapala à 1 500 m d'altitude. Il se jette dans l'océan Pacifique dans l'État du Nayarit. Son bassin versant a une surface de 191 899 km2.